# Senonville
Senonville ist ein Ortsteil und eine ehemalige französische Gemeinde im Département Meuse in der Region Grand Est.
Zum 1. Januar 1973 bildeten die bis dahin eigenständigen Gemeinden Senonville, Savonnières-en-Woëvre und Varvinay die neue Gemeinde Valbois.

## Bevölkerungsentwicklung
| Jahr                      | 1906 | 1926 | 1936 | 1946 | 1954 | 1962 | 1968 |
| Einwohner                 | 132  | 91   | 64   | 44   | 42   | 50   | 45   |
| Quelle: Cassini und INSEE |      |      |      |      |      |      |      |

## Sehenswürdigkeiten
- Wehrkirche Saint-Pierre-ès-Liens aus dem 12. Jahrhundert